# ساکون ناکون
ساکون ناکون (به تایلندی: สกลนคร) یک شهرک در تایلند است که در استان ساکون ناکون واقع شده‌است.

## خصوصیات
ساکون ناکون ۷۶٬۰۰۰ نفر جمعیت دارد و ۱۷۵ متر بالاتر از سطح دریا واقع شده‌است.